# Polynomring
Wenn {\displaystyle R} ein kommutativer Ring mit einer {\displaystyle 1} ist, dann ist der Polynomring {\displaystyle R[X]} die Menge aller Polynome mit Koeffizienten aus dem Ring {\displaystyle R} und der Variablen {\displaystyle X} zusammen mit der üblichen Addition und Multiplikation von  Polynomen. Davon zu unterscheiden sind in der abstrakten Algebra die Polynomfunktionen, nicht zuletzt, weil unterschiedliche Polynome dieselbe Polynomfunktion induzieren können.

## Definitionen

### Der PolynomringR[X]
Sei R ein Ring mit 1. Dann ist {\displaystyle R[X]} die Menge
{\displaystyle R^{(\mathbb {N} _{0})}:=\left\{(a_{i})_{i\in \mathbb {N} _{0}}\mid a_{i}\in R,a_{i}=0\ \mathrm {f{\ddot {u}}r} {\text{ fast alle }}i\right\}}
der Folgen in {\displaystyle R}, bei denen fast alle, also alle bis auf endlich viele, Folgenglieder gleich {\displaystyle 0} sind.
Die Addition wird komponentenweise durchgeführt:
{\displaystyle (a_{i})_{i\in \mathbb {N} _{0}}+(b_{i})_{i\in \mathbb {N} _{0}}:=(a_{i}+b_{i})_{i\in \mathbb {N} _{0}}}
und die Faltung der Folgen definiert die Multiplikation
{\displaystyle (a_{i})_{i\in \mathbb {N} _{0}}\cdot (b_{i})_{i\in \mathbb {N} _{0}}:=\left(\sum _{i=0}^{k}a_{i}b_{k-i}\right)_{k\in \mathbb {N} _{0}}=\left(\sum _{i+j=k}a_{i}b_{j}\right)_{k\in \mathbb {N} _{0}}}.
Durch diese Verknüpfungen wird auf dem Raum der endlichen Folgen eine Ringstruktur definiert, dieser Ring wird als {\displaystyle R[X]} bezeichnet.
In diesem Ring wird {\displaystyle X\in R^{(\mathbb {N} _{0})}} definiert als
{\displaystyle X=X^{1}:=(0,1,0,0,\dotsc )}
und die {\displaystyle 1\in R^{(\mathbb {N} _{0})}} ist
{\displaystyle 1:=X^{0}=(1,0,0,0,\dotsc )} .
Aus der Definition der Multiplikation durch Faltung folgt dann, dass
{\displaystyle X^{k}:=\underbrace {X\cdot X\dotsm X} _{k{\text{-mal das }}X}=(\underbrace {0,0,\dotsc ,0} _{k{\text{ Nullen}}},1,0,0,\dotsc )}
ist und in der Klammer rechts genau an der {\displaystyle (k+1)}-ten Stelle eine Eins steht, ansonsten besteht die Folge ausschließlich aus Nullen.
Mit dem Erzeuger {\displaystyle X} kann nun jedes Element {\displaystyle f} aus {\displaystyle R^{(\mathbb {N} _{0})}} eindeutig in der geläufigen Polynomschreibweise
{\displaystyle f=a_{0}+a_{1}X+a_{2}X^{2}+\dotsb +a_{n}X^{n}=\sum _{i=0}^{n}a_{i}X^{i}}
dargestellt werden. Die einzelnen Folgenglieder {\displaystyle a_{i}} nennt man die Koeffizienten des Polynoms.
Damit erhält man den Polynomring {\displaystyle R[X]} über {\displaystyle R} in der Unbestimmten {\displaystyle X}.

### Der Polynomring in mehreren Veränderlichen
Der Polynomring in mehreren Veränderlichen wird rekursiv definiert durch:
{\displaystyle R[X_{1},\dotsc ,X_{n}]:=R[X_{1},\dotsc ,X_{n-1}][X_{n}]}
Man betrachtet hier also Polynome in der Variablen {\displaystyle X_{n}} mit Koeffizienten aus dem Polynomring {\displaystyle R[X_{1},\dotsc ,X_{n-1}]}, wobei dieser wieder genauso definiert ist. Dies kann man solange fortsetzen, bis man bei der Definition des Polynomrings in einer Veränderlichen angekommen ist. In {\displaystyle R[X_{1},\dotsc ,X_{n}]} kann man jedes Element eindeutig als
{\displaystyle \sum _{k=(k_{1},\dotsc ,k_{n})\in \mathbb {N} _{0}^{n}}{a_{k}\,X_{1}^{k_{1}}\dotsm X_{n}^{k_{n}}}}
schreiben.
Der Polynomring in beliebig vielen Unbestimmten (mit einer Indexmenge {\displaystyle J}) kann entweder als der Monoidring über dem freien kommutativen Monoid über {\displaystyle J} oder als der Kolimes der Polynomringe über endliche Teilmengen von {\displaystyle J} definiert werden.

### Der Quotientenkörper
Ist {\displaystyle K} ein Körper, so ist {\displaystyle K(X)} die Bezeichnung für den Quotientenkörper von {\displaystyle K[X]}, den rationalen Funktionenkörper. Analog wird der Quotientenkörper eines Polynomrings {\displaystyle K[X_{1},\dotsc ,X_{n}]} über mehreren Unbestimmten mit {\displaystyle K(X_{1},\dotsc ,X_{n})} bezeichnet.

## Eigenschaften

### Gradsatz
Die Funktion
{\displaystyle {\begin{array}{rccl}\deg \colon &R[X]&\to &\quad \mathbb {N} _{0}\cup \{-\infty \}\\&f&\mapsto &{\begin{cases}\max \left\{k\in \mathbb {N} _{0}\mid a_{k}\neq 0\right\},&{\text{wenn }}f\neq 0\\-\infty ,&{\text{wenn }}f=0\end{cases}}\end{array}}}
definiert den Grad des Polynoms {\displaystyle f} in der Unbestimmten {\displaystyle X}. Hierbei gelten für {\displaystyle -\infty } die üblichen Maßgaben für Vergleich und Addition: Für alle {\displaystyle k\in \mathbb {N} _{0}} gilt {\displaystyle -\infty <k} und {\displaystyle -\infty +k=-\infty }.
Der Koeffizient {\displaystyle a_{\deg(f)}} wird der Leitkoeffizient von {\displaystyle f\neq 0} genannt.
Es gilt für alle {\displaystyle f,g\in R[X]}
- {\displaystyle \deg(f\cdot g)\leq \deg(f)+\deg(g)}.

(Enthält {\displaystyle R} keine Nullteiler – präziser: sind die Leitkoeffizienten keine Nullteiler –, gilt die Gleichheit.)
- {\displaystyle \deg(f+g)\leq \max\{\deg(f),\deg(g)\}}.

Aus diesem Gradsatz folgt insbesondere, dass wenn {\displaystyle R} ein Körper ist, die Einheiten genau den Polynomen mit Grad null entsprechen, und das sind die Konstanten ungleich null.
Bei einem Körper {\displaystyle R} wird {\displaystyle R[X]} durch die Gradfunktion zu einem euklidischen Ring: Es gibt eine Division mit Rest, bei der der Rest einen kleineren Grad als der Divisor hat.
Beispiele
1. Sei {\displaystyle R:=\mathbb {Z} } der Ring der ganzen Zahlen. Dann sind {\displaystyle f:=1+2X\neq 0} und {\displaystyle g:=1+3X\neq 0} beide vom Grad 1. Das Produkt {\displaystyle f\cdot g=1+5X+6X^{2}} hat den Grad 2, wie sich auch aus {\displaystyle \deg(f\cdot g)=\deg(f)+\deg(g)} ausrechnet.
2. Sei {\displaystyle R:=\mathbb {Z} /6\mathbb {Z} } der Restklassenring modulo 6 (ein Ring mit den nicht-trivialen Nullteilern 2 und 3) und wie oben {\displaystyle f:=1+2X} und {\displaystyle g:=1+3X}. Beide sind {\displaystyle \not \equiv 0\mod 6} und auch hier vom Grad 1. Aber {\displaystyle f\cdot g=1+5X+6X^{2}\equiv 1+5X\mod 6} hat den Grad 1 und {\displaystyle 1=\deg(f\cdot g)<\deg(f)+\deg(g)=2}.

### Gradsatz für Polynome in mehreren Veränderlichen
Bei einem Monom
{\displaystyle a_{k_{1},\dotsc ,k_{n}}\,X_{1}^{k_{1}}\dotsm X_{n}^{k_{n}}}
definiert man die Summe der Exponenten
{\displaystyle k_{1}+\dotsb +k_{n}}
als den Totalgrad des Monoms, falls {\displaystyle a_{k_{1},\dotsc ,k_{n}}\,\neq 0}.
Der Grad {\displaystyle d} des nichtverschwindenden Polynoms
{\displaystyle \sum _{k=(k_{1},\dotsc ,k_{n})\in \mathbb {N} _{0}^{n}}{a_{k}\,X_{1}^{k_{1}}\dotsm X_{n}^{k_{n}}}}
in mehreren Veränderlichen wird definiert als der maximale Totalgrad der (nichtverschwindenden) Monome. Eine Summe von Monomen von gleichem Totalgrad ist ein homogenes Polynom. Die Summe aller Monome vom Grad {\displaystyle d}, d. i. das maximale homogene Unterpolynom von maximalem Grad, spielt (bezogen auf alle Veränderliche zusammen) die Rolle des Leitkoeffizienten. (Der Leitkoeffizient einer einzelnen Unbestimmten ist ein Polynom in den anderen Unbestimmten.)
Der Gradsatz gilt auch für Polynome in mehreren Veränderlichen.

### Elementare Operationen, Polynomalgebra
In der Polynomschreibweise sehen Addition und Multiplikation für Elemente {\displaystyle \textstyle f=\sum _{i=0}^{m}f_{i}X^{i}} und {\displaystyle \textstyle g=\sum _{i=0}^{n}g_{i}X^{i}} des Polynomrings {\displaystyle R[X]} wie folgt aus:
{\displaystyle f+g=\sum _{k=0}^{\max(m,n)}(f_{k}+g_{k})X^{k}},
{\displaystyle f\cdot g=\sum _{k=0}^{m+n}\left(\sum _{i+j=k}f_{i}\cdot g_{j}\right)X^{k}}
Der Polynomring {\displaystyle R[X]} ist nicht nur ein kommutativer Ring, sondern auch ein Modul über {\displaystyle R}, wobei die Skalarmultiplikation gliedweise definiert ist. Damit ist {\displaystyle R[X]} sogar eine kommutative assoziative Algebra über {\displaystyle R}.

### Homomorphismen
Falls {\displaystyle A} und {\displaystyle B} kommutative Ringe mit {\displaystyle 1} sind und {\displaystyle \varphi \colon A\to B} ein Homomorphismus ist, dann ist auch
{\displaystyle {\tilde {\varphi }}\colon A[X]\to B[X],\quad \sum _{i=1}^{n}{a_{i}X^{i}}\,\mapsto \,\sum _{i=1}^{n}\varphi (a_{i})X^{i}} ein Homomorphismus.
Falls {\displaystyle A} und {\displaystyle B} kommutative Ringe mit {\displaystyle 1} sind und {\displaystyle \varphi \colon A\to B} ein Homomorphismus ist, dann gibt es für jedes {\displaystyle b\in B} einen eindeutigen Homomorphismus {\displaystyle \phi _{b}\colon A[X]\to B}, der eingeschränkt auf {\displaystyle A} gleich {\displaystyle \varphi } ist und für den {\displaystyle \phi _{b}(X)=b} gilt, nämlich {\displaystyle \phi _{b}\left(\sum {a_{i}X^{i}}\right)=\sum {\varphi (a_{i})b^{i}}}.

### Algebraische Eigenschaften
Ist {\displaystyle R} ein kommutativer Ring mit {\displaystyle 1}, so gilt:
- Ist {\displaystyle R} nullteilerfrei, so auch {\displaystyle R[X]}.
- Ist {\displaystyle R} faktoriell, so auch {\displaystyle R[X]} (Lemma von Gauß).
- Ist {\displaystyle R} ein Körper, so ist {\displaystyle R[X]} euklidisch und daher ein Hauptidealring.
- Ist {\displaystyle R} noethersch, so gilt für die Dimension des Polynomrings in einer Variablen über {\displaystyle R}: {\displaystyle \dim(R[X])=\dim(R)+1}
- Ist {\displaystyle R} noethersch, so ist der Polynomring {\displaystyle R[X_{1},\dotsc ,X_{n}]} mit Koeffizienten in {\displaystyle R} noethersch (Hilbertscher Basissatz).
- Ist {\displaystyle R} ein Integritätsring und {\displaystyle 0\neq f\in R[X]}, so hat {\displaystyle f} maximal {\displaystyle \deg(f)} Nullstellen. Dies ist über Nicht-Integritätsringen im Allgemeinen falsch.
- Ein Polynom {\displaystyle f=a_{n}X^{n}+\dotsb +a_{0}\in R[X]} ist genau dann in {\displaystyle R[X]} invertierbar, wenn {\displaystyle a_{0}} invertierbar ist und alle weiteren Koeffizienten nilpotent in {\displaystyle R} sind. Insbesondere ist ein Polynom {\displaystyle f\in R[X]} über einem Integritätsring {\displaystyle R} genau dann invertierbar, wenn es ein konstantes Polynom {\displaystyle a_{0}} ist, wobei {\displaystyle a_{0}} eine Einheit in {\displaystyle R} ist.

## Polynomfunktion und Einsetzungshomomorphismus
Ist
{\displaystyle f=a_{0}+a_{1}X+\dotsb +a_{n}X^{n}}
ein Polynom aus {\displaystyle R[X]}, so nennt man
{\displaystyle f_{R}\colon R\to R,\quad x\mapsto f_{R}(x)=a_{0}+a_{1}x+\dotsb +a_{n}x^{n}}
die zu {\displaystyle f} gehörende Polynomfunktion. Allgemeiner definiert {\displaystyle f} auch für jeden Ringhomomorphismus {\displaystyle \phi \colon R\to S} (in einen kommutativen Ring {\displaystyle S} mit 1) eine Polynomfunktion {\displaystyle f_{S}\colon S\to S,\ x\mapsto f_{S}(x).} Der Index wird oft weggelassen.
Umgekehrt haben Polynomringe {\displaystyle R[X]} über einem kommutativen Ring {\displaystyle R} mit 1 die folgende universelle Eigenschaft:
Gegeben ein Ring {\displaystyle S} (kommutativ mit 1), ein Ringhomomorphismus {\displaystyle \phi \colon R\to S} und ein {\displaystyle s\in S}, so gibt es genau einen Homomorphismus {\displaystyle \Phi \colon R\left[X\right]\to S} mit {\displaystyle \Phi (X)=s}, so dass {\displaystyle \Phi } eine Fortsetzung von {\displaystyle \phi } ist, also {\displaystyle \Phi \mid _{R}=\phi } gilt.
Diese Eigenschaft wird „universell“ genannt, weil sie den Polynomring {\displaystyle R[X]} bis auf Isomorphie eindeutig bestimmt.
Der Homomorphismus
{\displaystyle \Phi \colon a_{0}+a_{1}X+a_{2}X^{2}+\dotsb +a_{n}X^{n}\longmapsto a_{0}+a_{1}s+\dotsb +a_{n}s^{n},}
wird der Auswertung(-shomomorphismus) für {\displaystyle s} oder Einsetzung(-shomomorphismus) von {\displaystyle s} genannt.

### Beispiele
- Setzen wir {\displaystyle S=R[X]} und {\displaystyle s=X}, so ist {\displaystyle \Phi _{X}\colon R[X]\to R[X],\ f\mapsto f_{R[X]}(X)=f} die identische Abbildung; {\displaystyle \Phi _{X}=\operatorname {Id} _{R[X]}}.
- Betrachten wir einen Polynomring {\displaystyle R[X,X_{1},X_{2},\dotsc ,X_{n}]} mit zusätzlichen Unbestimmten {\displaystyle X_{1},X_{2},\dotsc ,X_{n}} (s. Polynome mit mehreren Veränderlichen) als Erweiterung von {\displaystyle R[X]}, ergibt sich analog zur Konstruktion aus vorigem Beispiel der Einsetzungshomomorphismus {\displaystyle \Phi _{X}\colon R[X]\to R[X,Y],\ f\mapsto f_{R[X,Y]}(X)=f} als Monomorphismus von {\displaystyle R[X]} in {\displaystyle R[X,X_{1},X_{2},\dotsc ,X_{n}].},

### Polynomfunktionen
Ist {\displaystyle R} ein Ring (kommutativ mit 1), dann ist auch die Menge {\displaystyle \operatorname {Abb} (R,R)} der Abbildungen von {\displaystyle R} in sich ein Ring und nach der universellen Eigenschaft gibt es einen Homomorphismus 
{\displaystyle \Phi \colon R\left[X\right]\to \operatorname {Abb} (R,R)}
mit {\displaystyle \Phi (a)=c_{a}} (die konstante Abbildung) für alle {\displaystyle a\in R} und {\displaystyle \Phi (X)=\operatorname {id} _{R}} (die Identitätsabbildung).
{\displaystyle {\overline {f}}:=\Phi (f)}
ist die dem Polynom {\displaystyle f} zugeordnete Polynomfunktion. Der Homomorphismus 
{\displaystyle f\to {\overline {f}}}
ist nicht notwendig injektiv, zum Beispiel ist für {\displaystyle R=\mathbb {Z} /2\mathbb {Z} } und {\displaystyle f=X^{2}+X\in R\left[X\right]\setminus \{0\}} die zugehörige Polynomfunktion {\displaystyle {\overline {f}}=0}.

## Beispiele

### Ein Polynom über einem endlichen Körper
Da in dem endlichen Körper {\displaystyle \mathbb {F} _{q}} die Einheitengruppe zyklisch mit der Ordnung {\displaystyle q-1} ist, gilt für {\displaystyle x\in \mathbb {F} _{q}} die Gleichung {\displaystyle x^{q}=x}. Deswegen ist die Polynomfunktion {\displaystyle f_{\mathbb {F} _{q}}\colon \mathbb {F} _{q}\to \mathbb {F} _{q}} des Polynoms
{\displaystyle f=X^{q}-X=\prod _{a\in \mathbb {F} _{q}}(X-a)\in \mathbb {F} _{q}[X]}
die Nullfunktion, obwohl {\displaystyle f} nicht das Nullpolynom ist.
Ist {\displaystyle q} eine Primzahl, dann entspricht dies genau dem kleinen fermatschen Satz.

### Polynome mit zwei Veränderlichen
Ist {\displaystyle f\in \mathbb {Z} [X]} oder {\displaystyle f\in \mathbb {R} [X]} ein vom Nullpolynom verschiedenes Polynom, so ist die Anzahl der Nullstellen von {\displaystyle f} endlich. Bei Polynomen mit mehreren Unbestimmten kann die Nullstellenmenge ebenfalls endlich sein: 
Das Polynom  {\displaystyle f=((X-2)(X-3))^{2}+Y^{2}\in \mathbb {R} [X,Y]} hat die Nullstellen  {\displaystyle (2,0)} und {\displaystyle (3,0)} in {\displaystyle \mathbb {R} ^{2}}.
Es kann aber ebenso unendliche Nullstellenmengen geben: 
Das Polynom {\displaystyle f=X^{2}+Y^{2}-1\in \mathbb {R} [X,Y]} besitzt als Nullstellenmenge die Einheitskreislinie {\displaystyle \{(x,y)\in \mathbb {R} ^{2}:x^{2}+y^{2}=1\}}, welche eine kompakte Teilmenge von {\displaystyle \mathbb {R} ^{2}} ist. Das Polynom {\displaystyle g=Y-X^{2}\in \mathbb {R} [X,Y]} besitzt ebenfalls eine unendliche Nullstellenmenge, nämlich den Funktionsgraphen der Normalparabel, welcher nicht kompakt ist.
Das Studium von Nullstellenmengen polynomialer Gleichungen mit mehreren Unbestimmten führte zur Entwicklung des mathematischen Teilgebiets der algebraischen Geometrie.

### Polynome im Komplexen
Jedes komplexe Polynom {\displaystyle f\in \mathbb {C} [X]} vom Grad {\displaystyle n} hat genau {\displaystyle n} Nullstellen in {\displaystyle \mathbb {C} }, wenn man jede Nullstelle gemäß ihrer Vielfachheit zählt. Dabei heißt eine Nullstelle {\displaystyle z} {\displaystyle k}-fach, falls {\displaystyle (X-z)^{k}} ein Teiler von {\displaystyle f} ist, {\displaystyle (X-z)^{k+1}} dagegen nicht mehr.
Insbesondere gilt dieser Fundamentalsatz der Algebra auch für reelle Polynome {\displaystyle f\in \mathbb {R} [X]}, wenn man diese als Polynome in {\displaystyle \mathbb {C} [X]} auffasst. Zum Beispiel hat das Polynom {\displaystyle X^{2}+1} die Nullstellen {\displaystyle \mathrm {i} } und {\displaystyle -\mathrm {i} }, da {\displaystyle \mathrm {i} ^{2}=-1} und ebenso {\displaystyle (-\mathrm {i} )^{2}=-1}, also gilt
{\displaystyle X^{2}+1=(X+\mathrm {i} )(X-\mathrm {i} )}.